# مارسی (بادام زمینی‌ها)
مارسی (انگلیسی: Marcie) یک شخصیت تخیلی است که در کمیک استریپ بادام زمینی‌ها توسط چارلز شولتس به‌نمایش درآمده است.
مارسی یک دختر باهوش است که گاهی‌اوقات به عنوان فردی ترسناک در ورزش به‌تصویر کشیده می‌شود. او با پتی نعنایی ورزشکار دوست است، که وقتی مارسی را «آقا» صدا می‌زند، از دست او عصبانی می‌شود و او عمدتاً عاشق چارلی براون است.